# Милохнићи
Милохнићи (хрв. Milohnići) су насељено место у граду Крк, на острву Крк, Приморско-горанска жупанија, Хрватска.

## Историја
До територијалне реорганизације у Хрватској били су у саставу старе општине Крк.

## Становништво
У попису становништва из 2011. године, Милохнићи су имали 87 становника.
| Број становника према пописима | Број становника према пописима | Број становника према пописима | Број становника према пописима | Број становника према пописима | Број становника према пописима | Број становника према пописима | Број становника према пописима | Број становника према пописима | Број становника према пописима | Број становника према пописима | Број становника према пописима | Број становника према пописима | Број становника према пописима | Број становника према пописима | Број становника према пописима |
| ------------------------------ | ------------------------------ | ------------------------------ | ------------------------------ | ------------------------------ | ------------------------------ | ------------------------------ | ------------------------------ | ------------------------------ | ------------------------------ | ------------------------------ | ------------------------------ | ------------------------------ | ------------------------------ | ------------------------------ | ------------------------------ |
| 1857                           | 1869                           | 1880                           | 1890                           | 1900                           | 1910                           | 1921                           | 1931                           | 1948                           | 1953                           | 1961                           | 1971                           | 1981                           | 1991                           | 2001                           | 2011                           |
| 136                            | 150                            | 164                            | 156                            | 151                            | 185                            | 198                            | 176                            | 206                            | 184                            | 170                            | 123                            | 104                            | 77                             | 82                             | 87                             |

Напомена: До 1971. исказивано под именом Милохнић. Од 1857. до 1880. садржи део података насеља Линардићи.